# 地球の悪魔
『地球の悪魔』（ちきゅうのあくま）は、手塚治虫の中編SF漫画作品。

## 概要
『少年少女 冒険王』（秋田書店）1954年（昭和29年）新年号（第6巻第1号）別冊付録として発表。初出時の題名は『地球1954』。翌1955年（昭和30年）、東光堂から単行本として再刊された際に『地球の悪魔』と改題された。改題にともない、作中に登場する怪人の名前も「地球一九五四」から「デモノバース」に変更されているほか、科白の一部などに変更がある。その後は長く再刊の機会に恵まれなかったが、1977年（昭和52年）に、講談社版『手塚治虫漫画全集』の第1回配本の1冊として再刊された。
1950年代当時の核開発競争を背景とした、反戦色の強いSFであり、核戦争から人類の文明を守るための施設（核シェルター）として建設されることになった地下都市をめぐる葛藤と陰謀、そして、謎の怪人・デモノバースの暗躍を描いた作品である。初出時は、冒頭で、年代設定が題名通り昭和29年（1954年）夏であることが明示されていた。改題後も、地下都市建設工事を調達庁が担当し、国土防衛を保安隊が担当しているなど、年代設定が1954年であることを示唆する描写が残っている。
舞台となった十三里村のモデルは、手塚が幼少時を過ごした兵庫県川辺郡小浜村（現・宝塚市）である。

## あらすじ
十三里村では、2年前から、日本政府による地下都市の建設工事が、村民の反対を押し切って進められていた。謙吉少年がトラックにはねられて死亡する事故が起こったことをきっかけとして、建設反対運動は激しさを増す。
ある夜、工事の責任者である高野博士とその妹のスミ子は、工事反対派の愚連隊に襲われる。そこへ、たまたま通りかかった村人の一人、福井英二少年が兄妹を救出する。高野博士は英二に、地下都市は原爆戦の発生に備えて人類の文化を保存するための、平和目的のものだと説明し、完成した際には十三里村の村民を地下都市に移住させることを約束する。その話を聞いた英二は、条件交渉の余地があるのではないかと考えはじめる。だがその一方、英二の双子の弟である英三は、強硬な反対派の一人として愚連隊に加わっていた。
東京からやってきた私立探偵ヒゲオヤジは、村のパチンコ屋が愚連隊を集めて煽っていること、パチンコ屋夫婦の正体が、女スパイミス・ゾルゲとその手下であることを突き止めるが、気付かれて捕まり、地下に監禁されてしまう。偶然にタヌキの掘った穴を見つけて脱出したヒゲオヤジは、穴の中でスミ子と出会い、地下都市建設工事現場に抜け出る。
工事現場で高野博士に面会したヒゲオヤジは、博士に「あなたはデモノバースというものについてご存じですか」と尋ねる。原爆の発明者の一人、水爆の発明者、そしてコバルト爆弾の発明者の一人が、いずれも遺言で「デモノバースに気をつけろ」という謎の言葉を残している、というのだ。そしてデモノバースとは、デモン・オブ・アース、すなわち「地球の悪魔」ではないかと言う。その話を聞いた高野博士は、異常な動揺を見せる。
数日後。高野博士があらためてヒゲオヤジを地下都市に案内している際に、反対派の村民たちが地下都市に乱入し、博士とスミ子を捕らえて監禁する。その騒ぎの最中、ヒゲオヤジの前に、自らデモノバースと名乗る、鬼の仮面をかぶった怪人が現れた。
乱入騒ぎは、地下都市を乗っ取るためにミス・ゾルゲとパチンコ屋が仕掛けたものだった。ミス・ゾルゲは地下都市に潜入し、地下要塞を発見する。その要塞の使用目的を尋ねられた高野博士は「知らぬ」「説明できぬ」と言い、頭痛を訴えて倒れる。直後にミス・ゾルゲは、謎の装置の発する光線を浴びて、一瞬にして塵のように粉々になってしまった。それは、デモノバースの操るガンマ線の発射装置だった。
乱入騒ぎの中で、パチンコ屋がスパイであることを知った英三は、村の人々にそのことを話すが、誰にも信じてもらえず、やむなく一人で愚連隊に立ち向かおうとする。そのことを知った英二は、英三の救出に向かう。さらに、英三を信じた修験者の馬場が警察に通報し、警官隊が出動する。
パチンコ屋のおやじは「本部」（どこの国かは語られていない）に打電し、地下都市を破壊するために爆撃機の編隊を呼び寄せる。しかし、地下都市は爆撃にびくともせず、編隊は逆に、デモノバースの操るガンマ線によって全滅してしまう。
ヒゲオヤジとスミ子を捕らえたデモノバースは、二人に対し、地下要塞やガンマ線発射装置は、自分が高野博士の頭脳を操って、本人も気づかない内に作らせたものだ、と語る。原爆や水爆も、彼の仲間たちが、同じようにして人間に作らせたものだと言うのだ。彼等の目的は、人間を操って殺人兵器を作らせ、それによって人類を自滅させることだという。デモノバースは、高野博士とミス・ゾルゲをホコリにしたというガンマ線を、二人にも浴びせようとする。
だがその時、地下都市に侵入していた英二と英三が配電盤を壊したため、地下都市は炎上し、崩壊を始めてしまう。計画の失敗を悟ったデモノバースは、ついに正体を見せないまま、「いつかまた自分の仲間が地球に来る」と言い残して、炎の中に姿を消した。
すべてが終わったのち、ヒゲオヤジは高野博士からスミ子宛ての遺書を手渡されていたことを思い出す。その遺書によれば、デモノバースと名乗っていた仮面の怪人の正体は、高野博士自身であった。デモノバースとは地球外からやってきた侵略者で、地球人の頭脳に寄生し、殺人的発明を重ねさせて自滅させようとしていたのである。博士は、デモノバースへの抵抗として、地下都市が簡単に崩壊するよう仕組んでおいたのだった。
だが、村の開業医の手塚医師は、デモノバースなる侵略者が実在したとは信じられないと主張し、高野博士の頭の中にガンができていたことを根拠に、『博士は二重人格者であり、デモノバースとは博士の別人格にすぎなかったのではないか』と推測する。その説明に納得できないヒゲオヤジは、「きっと今に、また世界のどこかでこんな事件が起こるであろう」と語るのだった。

## 登場人物
本作では手塚治虫本人のみならず、福井英一・馬場のぼる・高野よしてるら、友人の漫画家たちをモデルにした人物が登場する、という楽屋オチ的な趣向が見られる。

### 十三里村の人々
福井 英二（ふくい えいじ）
英三の双子の兄。小学校を卒業したばかりで、拳闘を習っている。高野博士から、地下都市に村民を移住させる計画を聞かされたことをきっかけに、条件派に転じた。そのため、父親や弟の英三とは不仲となっている。弟ともども、モデルは福井英一。
福井 英三（ふくい えいぞう）
英二の双子の弟で、謙吉の友達。強硬な地下都市建設反対派で、パチンコ屋のおやじが組織した愚連隊に加わっている。のち、パチンコ屋のおやじの正体がスパイであり、自分が利用されていたことに気づき、一人でパチンコ屋に立ち向かおうとする。
福井（ふくい）（演：ノタアリン）
英二・英三兄弟の父。敬虔な「オタヌキ教」の信者で、先祖代々タヌキを飼っている。息子たちの不仲に頭を痛めている。
初出時の登場人物紹介によれば、フルネームは福井英市（ふくい えいいち）。
謙吉（けんきち）（演：ロック・ホーム）
通称「けん坊」。村一番の孝行息子で、英三の友達。地下都市建設工事のトラックにはねられ、手当てが間に合わず死んでしまう。この事件をきっかけに、村民の地下都市建設反対運動が激化することになる。
馬場（ばば）
修験者。タヌキを崇める「オタヌキ教」を広めている。
一見ただの変人だが、実は村のことを深く考えている。謙吉の母をなぐさめるため、スミ子に謙吉の幽霊を演じさせたり、酔っぱらいを装って英三からスパイのことを聞き出し、警察に通報したりした。
モデルは馬場のぼる。初出時の登場人物紹介によれば、フルネームは馬場昇龍（ばば しょうりゅう）。
手塚（てづか）
開業医。謙吉の交通事故の際に呼び出されるが、謙吉の家に向かう途中の道路を地下都市建設工事のトラックがひっきりなしに通行しており、そのために道路をなかなか渡ることができず、謙吉の治療が手遅れになってしまった。大学病院で高野博士のレントゲン写真を撮影したことがあり、結末では高野博士が二重人格者だった可能性を示唆する。
モデルは手塚治虫自身。初出時の登場人物紹介では「手塚治男」（てづか はるお）となっている一方、手塚医院の看板には「手塚藪虫 医学馬鹿士」とある。また、看板には「婦人科」と掲げられている。
パチンコ屋のおやじ（演：ハム・エッグ）
ニコニコパチンコ店主の中年男。実はミス・ゾルゲの手下で、店に不良少年たちを集めて愚連隊を組織し、地下都市建設反対運動を煽っている。地下都市乗っ取りに失敗したのち、本部に打電して爆撃機を呼び寄せる。
ミス・ゾルゲ（演：ヘル夫人）
中年の女スパイ。地下都市の秘密をさぐるため、パチンコ屋のおかみになりすまして村に潜入していた。愚連隊を利用して地下都市に潜入し、高野博士を脅迫して地下要塞を乗っ取ろうとするが、デモノバースの操るガンマ線の餌食となってしまう。
スターシステムのキャラクターとしては本作が初出演作だが、のちに『リボンの騎士（なかよし版）』（1963 - 66年）のヘル夫人役を演じたため、「ヘル夫人」の名で呼ばれることが多い。

### 地下都市建設工事の関係者
高野（たかの）博士
工学博士。地下都市を設計した天才科学者であり、建設工事の責任者。ひどい酒びたりになっており、しばしば激しい頭痛に襲われる。「デモノバース」という言葉に心当たりがあるらしく、ヒゲオヤジからその言葉を告げられた際に異常な動揺を見せた。
モデルは高野よしてる。石上三登志は、高野よしてるのSF漫画『赤ん坊帝国』にライバル意識を抱いていた手塚が、高野をユニークな敵役として登場させたのではないか、と推測している。
高野 スミ子（たかの すみこ）
高野博士の妹。心優しい性格で、酒びたりの兄のことを心配しており、兄が何者かに操られているのではないかと疑っている。謙吉に顔が似ており、馬場に薦められて謙吉の幽霊に変装し、謙吉の母をなぐさめていた。
結末では謙吉の母親の養女となる。
花丸（はなまる）
高野博士の友人。英二とともに、地下都市の件で調達庁と条件交渉を行おうとするが、不調に終わる。

### その他
伴 俊作（ばん しゅんさく）（ヒゲオヤジ）
東京からきた私立探偵。地下都市建設をめぐる混乱のなかで、十三里村にいかがわしい人物がまぎれこんでいる状況を調査するため、十三里村を訪れた。しかし、真の目的はデモノバースを捕らえることであり、そのために警視庁から派遣されてきた。名刺には「民間私立探偵 ヒゲオヤジ（伴俊作）」と書かれている。
デモノバース
デモノバース（デモン・オブ・アース＝地球の悪魔）を名乗る、鬼の面をかぶった怪人。人間を操って殺人兵器を作らせ、自滅させることが目的だと語る。地下都市の構造に詳しく、地下要塞とガンマ線発射装置を自在に操る。

## 書誌
- 手塚治虫『地球の悪魔』東光堂〈漫画撰書〉、1955年。
- 手塚治虫『地球の悪魔』講談社〈手塚治虫漫画全集 MT9〉、1977年。ISBN 4-06-108609-X。
- 手塚治虫『手塚治虫初期傑作集 8 地球の悪魔』小学館〈小学館叢書〉、1993年。ISBN 4-09-197218-7。
- 手塚治虫『地球の悪魔』角川書店〈角川文庫〉、1995年。ISBN 4-04-185118-1。
- 手塚治虫『地球の悪魔』ふゅーじょんぷろだくと〈虫の標本箱〉、1998年。 - 東光堂版単行本の復刻版。
- 手塚治虫『地球の悪魔』講談社〈手塚治虫文庫全集〉、2010年。ISBN 978-4-06-373747-9。
- 手塚治虫『冒険王別冊付録幻の6作品完全復刻限定版box』秋田書店、2013年。ISBN 978-4-253-10202-5。 - 『化石人間』『化石人間の逆襲』『太平洋X點』『レモン・キッド』『地球1954』『世界を滅ぼす男』のセット。